# Салкинкольський сільський округ
Салкинко́льський сільський округ (каз. Салқынкөл ауылдық округі, рос. Салкынкольский сельский округ) — адміністративна одиниця у складі району імені Габіта Мусрепова Північноказахстанської області Казахстану. Адміністративний центр — село Салкинколь.
Населення — 341 особа (2021; 597 у 2009, 1062 у 1999, 1351 у 1989).
Станом на 1989 рік існувала Салкинкольська сільська рада (села Салкинколь, Тахти) колишнього Чистопольського району.

## Склад
До складу округу входять такі населені пункти:
| Населений пункт  | Старі назви | Населення, осіб (1989) | Населення, осіб (1999) | Населення, осіб (2009) | Населення, осіб (2021) |
| ---------------- | ----------- | ---------------------- | ---------------------- | ---------------------- | ---------------------- |
| Салкинколь, село | -           | 1165                   | 841                    | 469                    | 242                    |
| Токти, село      | Тахти       | 186                    | 221                    | 128                    | 99                     |